# Atlantis Mons
L'Atlantis Mons è è una struttura geologica della superficie di Marte.